# Zhangixalus viridis
Zhangixalus viridis là một loài ếch trong họ Rhacophoridae. Chúng là loài đặc hữu của Nhật Bản.
Các môi trường sống tự nhiên của chúng là các khu rừng ẩm ướt đất thấp nhiệt đới hoặc cận nhiệt đới, đầm nước, đầm nước ngọt, đầm nước ngọt có nước theo mùa, và đất có tưới tiêu.